# دبیرستان سعدی
دبیرستان سعدی در سال ۱۲۹۱ در کنار میدان نقش جهان ساخته و تحت حمایت دارایی استان و به سرعت تجهیز و مدرن گشت. بعد از ۶۲ سال از مدرسه اولیه، در سال ۱۳۵۳ دبستان دولتی چهارم آبان در جوار دبستان وحید در سه راه حکیم نظامی تخریب و نوسازی و ساخته شد، و بعد از انقلاب نام سعدی مجدداً احیا بر آن نهاده شد و در دهه نود بخاطر داشتن شرایط مدارس ماندگار دبیرستان ماندگار سعدی تغییر نام یافت.

## تاریخچه
ابتدا در سال ۱۲۹۱ خورشیدی توسط یکی از مستشاران بلژیکی دولت ایران که در آن وقت رئیس مالیه (اداره اقتصاد و دارایی) اصفهان بود آموزشگاهی در پشت ساختمان تاریخی چهلستون به نام «مدرسه مالیه» افتتاح کرد که تنها دارای چهار کلاس ابتدایی بود.
دوسال بعد، میرزا صادق انصاری (که برای زمانی رئیس اداره معارف اصفهان بود) مدیریت مدرسه را بر عهده گرفت و نام آن را به «ملیه» تغییر داد.
در سال ۱۲۹۹ خورشیدی مدرسه ملیه به یکی از بناهای قدیمی (باغ کاج) نزدیک ساختمان تاریخی چهلستون انتقال یافت و ابتدا به «دبیرستان نمره یک دولتی» و سپس به «دبیرستان سعدی» موسوم شد.
با تأسیس اداره معارف (اداره فرهنگ) اصفهان، محمدتقی صدری رئیس تازه دبیرستان از آن اداره درخواست نمود به علت نامناسب بودن ساختمان دبیرستان، آن را تخریب و مدرسه‌ای تازه در همان مکان یا در زمین‌های کناری مدرسه فعلی برای دبیرستان بنا شود.
در سال تحصیلی ۱۳۰۸ خورشیدی مدارس ملی هر یک علاوه بر شش کلاس ابتدایی دو یا سه کلاس اول متوسطه (دوره اول) داشتند که در دبیرستان سعدی در هرکلاس به‌طور متوسط بیش از ۷۰ نفر دانش‌آموز مشغول به تحصیل بودند و هر سال هم تعدادی به این جمعیت اضافه می‌شدند. با پذیرش پیشنهاد مدیران در تاریخ ۱ مهر ۱۳۰۹ دبیرستان سعدی یکی از نخستین مدارسی بود که بدون حضور دانش‌آموزان ابتدایی و به صورت مستقل به فعالیت پرداخت.

## دبیرستان سعدی فعلی
در سال ۱۳۵۳ مدرسه سعدی از محل قبلی خود در مجاورت میدان نقش جهان به ساختمان تازه واقع در سه راه حکیم نظامی انتقال یافت. در معماری تازه دبیرستان از معماری قدیم اصفهان استفاده شده است. پنجره‌های بزرگ گنبدی شکل و کاشی کاری‌های زیبا فضای زیبایی را ایجاد کرده است.